# Roháček jedlový
Roháček jedlový (Ceruchus chrysomelinus Hochenwarth, 1785) je 12–18 mm velký brouk z čeledi roháčovitých, který je evropským endemitem. V České republice se vyskytuje velmi vzácně a je klasifikován jako kriticky ohrožený druh.

## Morfologie a způsob života
Dorůstá délky 12–18 mm, tělo je černě zbarvené. Samci mají hlavu stejně širokou jako hrudní část, mandibuly jsou velmi výrazné se světlými chloupky na vnitřní straně. Samička má hlavu i mandibuly celkově užší a menší. Larva se vyvíjí dva až tři roky v trouchnivém a zetlelém dřevu kmenů jedle nebo smrku, někdy též břízy, borovice nebo buku. Dospělci se líhnou v létě a přes zimu zůstávají v kmenech. 

## Výskyt
Výskyt roháčka je vázán na chladnější, vlhké a věkovité přirozené lesní porosty, jejichž rozloha se v Evropě zmenšuje a současné lokality jsou fragmentovány. Předpokládaná rozloha území celkového výskytu nepřesahuje 2000 km2.
Nevyskytuje se na Britských ostrovech, ve Finsku, Švédsku, Itálii a Německu je velmi vzácný. V České republice je roháček jedlový klasifikován jako kriticky ohrožený druh a vyskytuje se pouze na několika málo lokalitách; například v NPR Růžák, NPP Pravčická brána, v Českém lese, Jeseníkách, Beskydech a na Šumavě.

## Fotogalerie

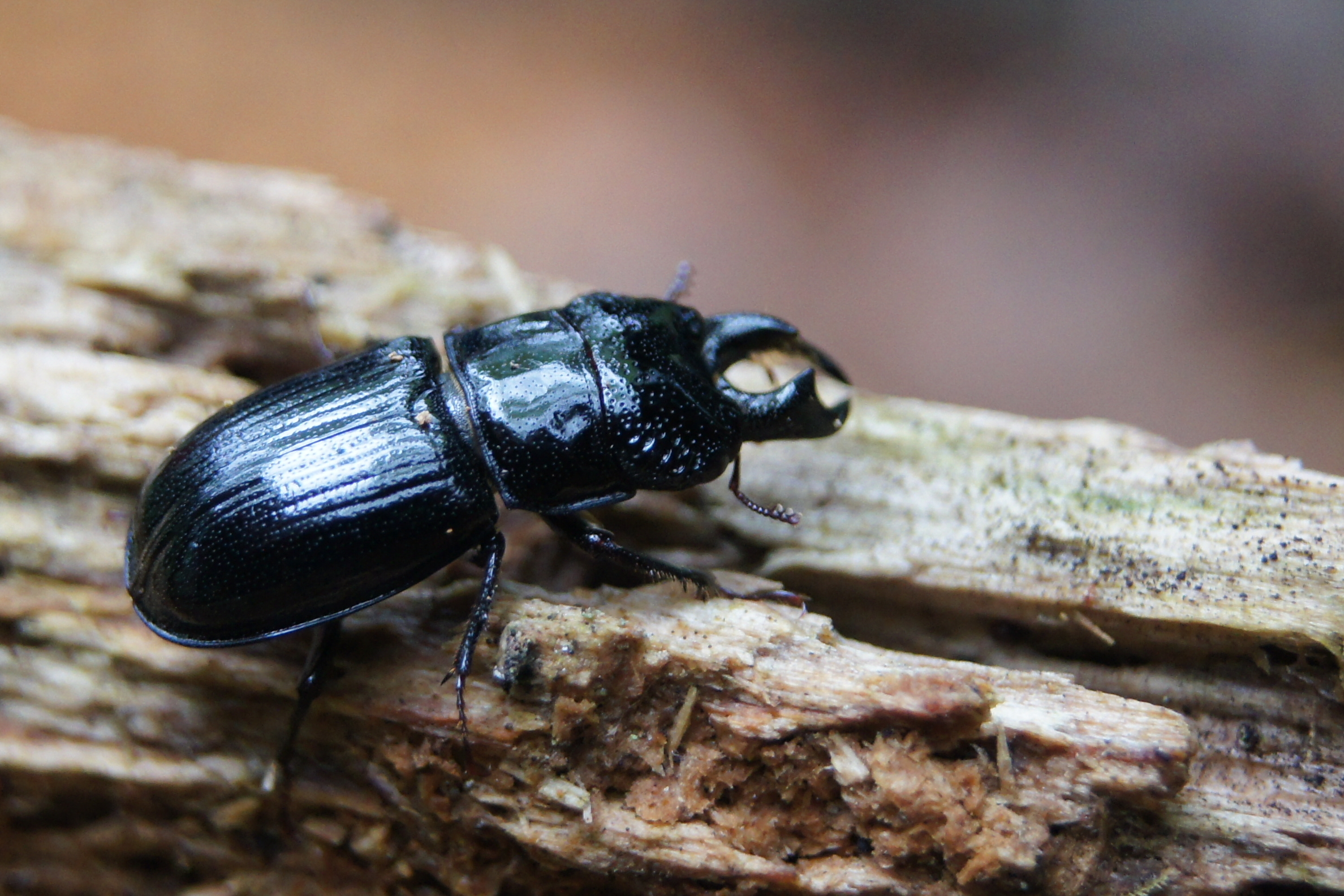
Roháček jedlový ve volné přírodě
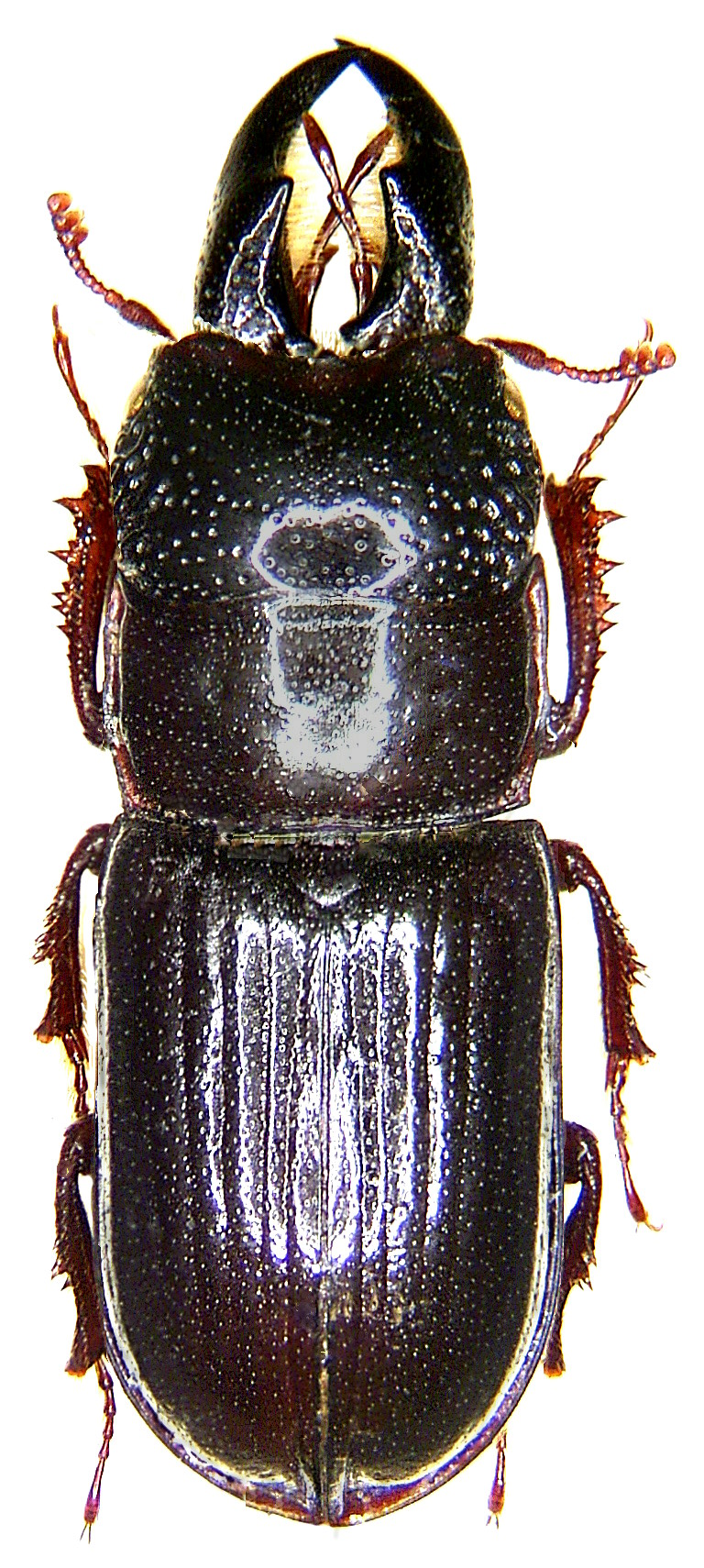
Samec roháčka jedlového